# Muro, Haute-Corse
Muro (korsikanska: Muru) är en kommun i departementet Haute-Corse på ön Korsika i Frankrike. Kommunen ligger i kantonen Belgodère som tillhör arrondissementet Calvi. År 2022 hade Muro 248 invånare.

## Befolkningsutveckling
Antalet invånare i kommunen Muro
Referens:INSEE